# Argyrobrithes albopilosus
Argyrobrithes albopilosus är en tvåvingeart som först beskrevs av Meijere 1907.  Argyrobrithes albopilosus ingår i släktet Argyrobrithes och familjen vapenflugor. Inga underarter finns listade i Catalogue of Life.